# Giovanni Rovetta
Répertoire
Madrigal, motets, messes, opéra
Giovanni Rovetta  (Padoue ?, 1596 – Venise, 23 octobre 1668) est un prêtre et compositeur italien, maître de chapelle de la Cappella Marciana de la Basilique Saint-Marc à Venise.

## Biographie
Giovanni Rovetta a passé toute sa carrière à Saint-Marc, en tant que choriste, instrumentiste, basse, vice-maître de Monteverdi, puis successeur de Monteverdi de 1644 à sa mort. Il a été aussi maître à l'Ospedale dei Derelitti (Ospedaletto) entre 1635 et 1647. Parmi ses élèves, on trouve Giovanni Legrenzi, son neveu Giovanni Battista Volpe.

## Œuvres
Ses compositions comprennent quelques volumes de madrigaux, et beaucoup de musique sacrée, comme des messes, des psaumes, des motets. Son style reflète souvent l'influence de Monteverdi, bien que dans certaines pièces, il écrive avec un charme mélodique distinct. Une messe cérémoniale, datant de 1639, est une de ses œuvres les plus réussies. Il a également écrit des recueils de musique instrumentale (Canzoni per sonare). Il a composé deux opéras, Ercole in Lidia (1645 au Teatro Novissimo de Venise) et Argiope (1649).
Motets
- Salmi concertati con motetti et alcune canzoni, op. 1 (Venise, 1626)
- Motetti Concertanti con le litanie della madonna et una messa concertata, op. 3 (Venise)
- Messa e salmi concertati, op. 4 (Alessandro Vincenti, Venise 1639)
- Motetti concertati con le letanie della madona,  op. 5 (Alessandro Vincenti, Venise 1639)
- Salmi aggiontovi un Laudate pueri & Laudate Dominum omnes gentes, op. 7 (Vincenti, Venise 1642)
- Salmi op. 8 (Vincenti, Venise 1644)
- Delli salmi... accommodati da cantarsi alla breve secondo l'usi della Serenissima capella ducale di S. Marco, op. 12 (1662)
- Motetti Concertanti, op. 10 (Vincenti, Venise 1647)
- Motets, op. 11 (Vincenti, Venise 1650)
- O Maria, quam pulchra es

Madrigaux
- Madrigali concertati con un dialogo nel fine & una cantata, op. 2 (Magni, Venise 1636)
- Madrigali concertati et nel fine una cantata, op. 6 (Vincenti, Venise 1640)
- Madrigale, op. 9 (Vincenti, Venise 1645)

Opéras
- Ercole in Lidia (1645, Teatro Novissimo, Venise)
- Argiope (1649)

## Discographie
- Vespro Solenne - Vêpres vénitiennes pour fêter la naissance de Louis XIV - Cantus Cölln, dir. Konrad Junghänel (juin 2000, Harmonia Mundi HMA1951706)[1] (OCLC 46916257 et 467477284)